# Novoveský rybník
Novoveský rybník je největší rybník v soustavě pohořelických rybníků, podle rozlohy třetí největší na Moravě a 19. největší v České republice. Nachází se mezi obcí Vlasatice a vesnicí Nová Ves jižně od Pohořelic, celý na katastrálním území Vlasatic. Vodní plocha má rozlohu 174 ha a leží v nadmořské výšce 178 m.

## Vodní režim
Rybník je napájen Olbramovickým potokem, který bezprostředně pod hrází rybníka vtéká do Mlýnského náhonu na Jihlavě.